# Canal du Rhin à la Schie
Le Canal du Rhin à la Schie, (en néerlandais, Rijn-Schiekanaal), est un canal de la Hollande-Méridionale.

## Géographie
Depuis 1893, le Canal du Rhin à la Schie relie par l'eau la Schie près de Rotterdam au Vieux Rhin à Leyde. Le canal passe à Delft, à Rijswijk, à Leidschendam et à Voorschoten. Les différentes parties du canal ont une longue histoire ; on emprunte successivement la Delftse Schie, le Delftse Vliet, le Trekvliet et le Vliet.

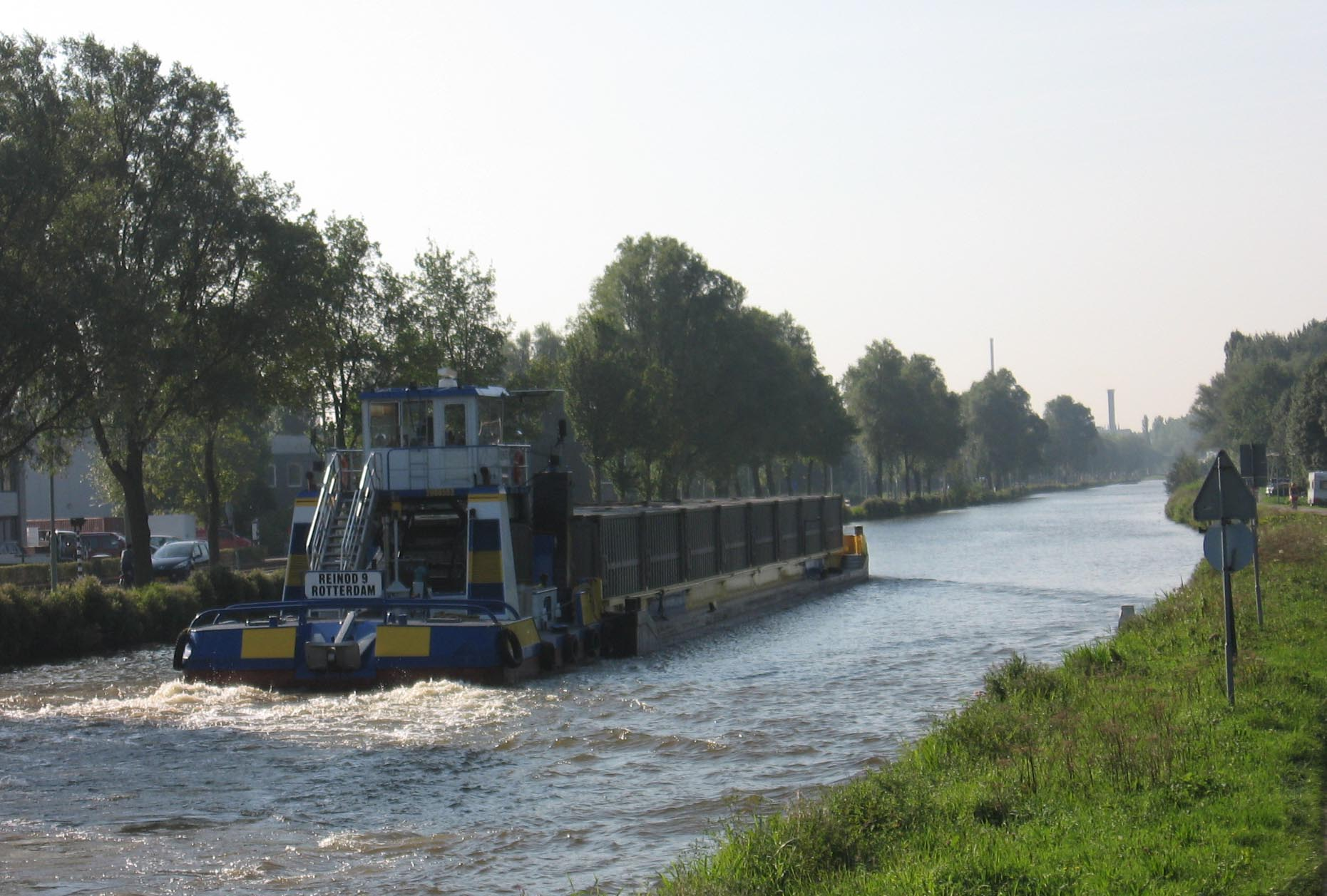
Le canal entre Delft et Ryswick